# Meike Schwarz

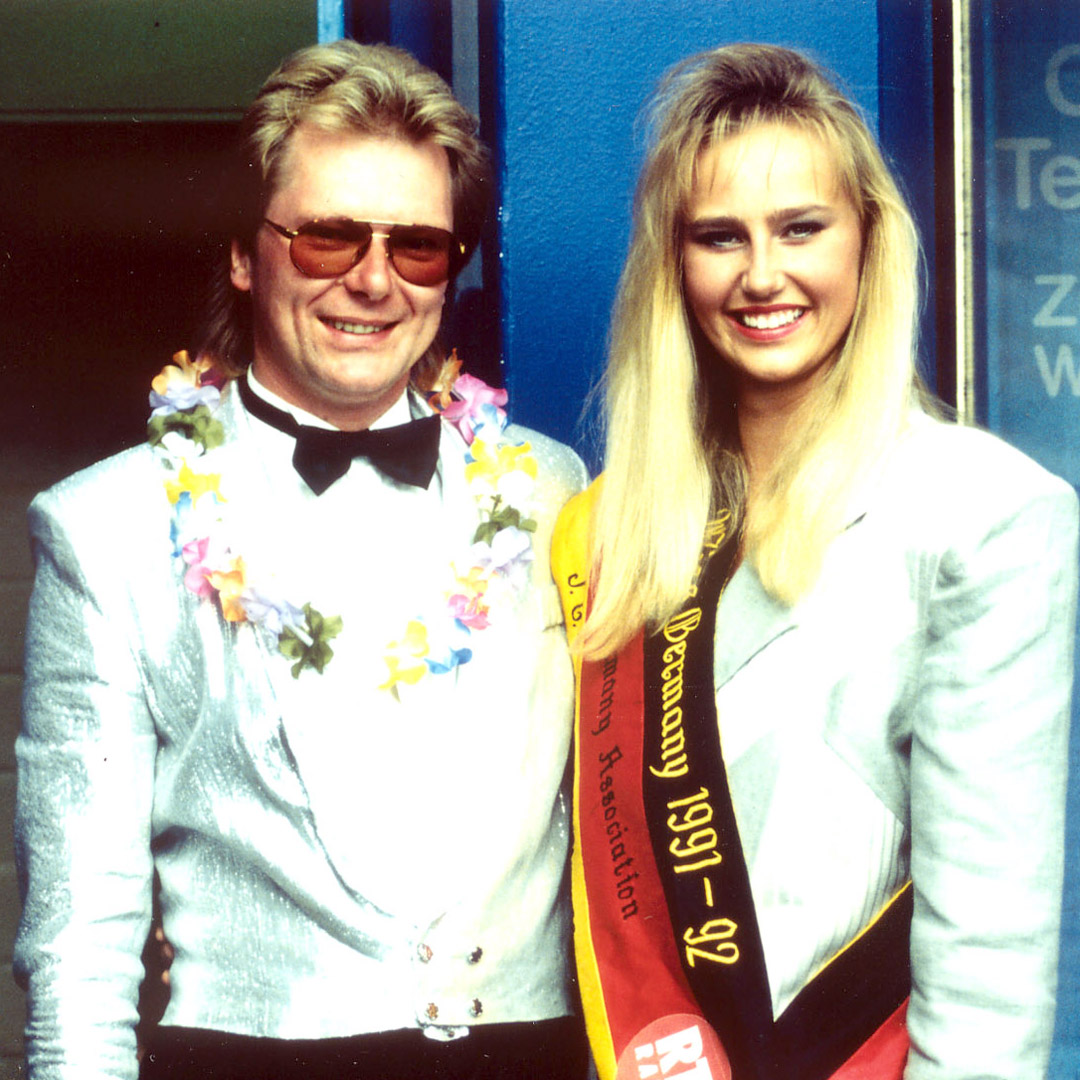
Meike Schwarz (rechts)

Meike Schwarz (auch Maike Schwartz und Maike Schwarz, *1972/73), heute Meike Weinmann, ist ein deutsches Fotomodell, Handelsvertreterin der Bien-Zenker GmbH sowie ehemalige Schönheitskönigin.
1992 wurde die Zweibrückerin als Miss Saarland von der Miss Germany Association (MGA) zur Miss Germany gewählt.
Am 15. Juni des gleichen Jahres erreichte sie bei der Miss Europe in Athen das Halbfinale. Dies wiederholte sie am 19. Oktober bei der Miss International in Nagasaki.
Sie ist seit 1999 verheiratet mit Frank Weinmann und lebt mit ihm und ihren zwei Kindern in Zweibrücken.